# Пехотная бригада «Железный волк»
Пехотная бригада «Железный волк» (лит. Pėstininkų brigada «Geležinis Vilkas») — тактическое соединение сухопутных войск Литвы. 
Управление и штаб бригады располагаются в посёлке Рукла Йонавского района. Батальоны размещены в Алитусе, Рукле, Панявежисе.

## Задачи

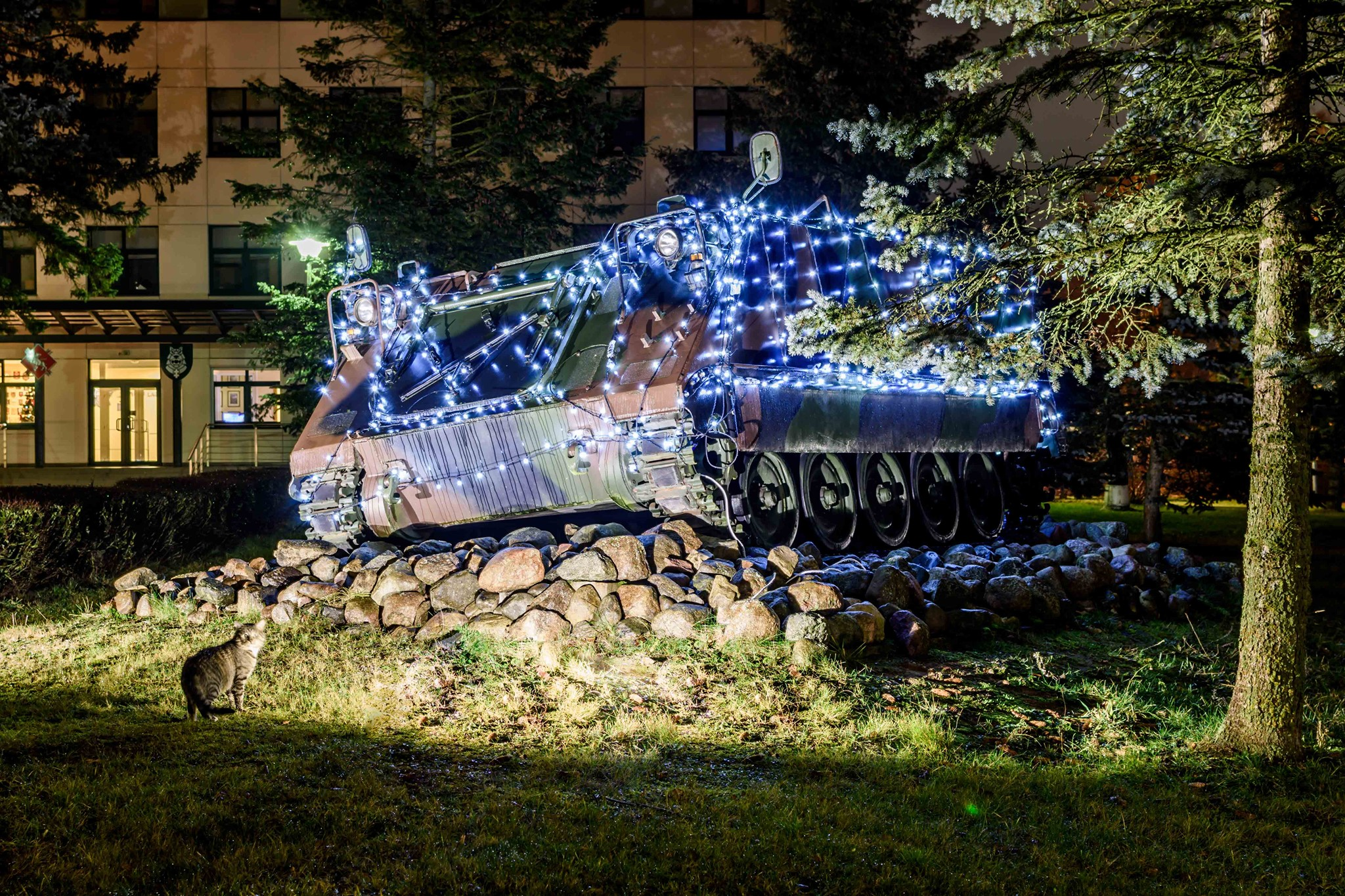
Памятник бронетранспортёру M113 на территории военной базы в Рукле напротив штаба бригады.

- Защита территориальной целостности и суверенитета страны
- Участие в операциях НАТО за пределами государства

## История
Название восходит к легенде о встрече князя Гедимина с железным волком и основании Вильнюса.

### Межвоенное время
Во время войны за независимость Литвы в октябре 1920 года была сформирована одноимённая добровольческая конная сотня Войска Литовского, позже переформированная в одноимённый 3-й конный полк. В конце того же года служивший в полку известный литовский поет Казис Бинкис сочинил «Марш Железного волка», ставший в дальнейшем маршем полка и современной пехотной бригады.
В 1922 году полк получил наименование 3-го драгунского полка «Железный волк».
Расформирован в 1924 году, вновь сформирован в 1935 году как третий конный полк без имени в связи опасениями, связанными с деятельностью одноимённой фашистской организации. Актом президента республики номер 836 от 4 июня 1936 года — прошлое название было восстановлено.
15 августа 1937 года, в честь двухлетней годовщины полка — президент Антанас Сметона вручил полку знамя с девизом «В Борьбу за свободу и честь Литвы».
Полк участвовал в походе на Вильнюс 1939 года.
После присоединения Литвы к СССР полк был включён в 29-й стрелковый корпус, став третьим драгунским полком РККА. За своё существование полк располагался в городах Аукштойи Панямуне (Каунас), Раудондварис, Утена, Вилкавишкис, Аникщяй и в Таураге (дольше всего).

### Современная Литва
В июне 1990 года началось создание мотострелковой бригады. Был сформирован отдельный охранный отряд, а осенью того же года почётная рота.
22 февраля 1991 года был создан исток бригады — Учебное звено. 14 февраля того же года, учебное звено переформировано в мотодесантную бригаду быстрого реагирования.
2 января 1992 года бригада переименована в 1-ю мотодесантную бригаду полевой армии.
Весной 1992 года состоялся первый призыв в восстановленную армию. Были сформированы батальоны в Вильнюсе, Каунасе, Клайпеде, Паневежисе, Шяуляе и Таураге и роты в Алитусе и Мариямполе. 6 июня бригаде присвоено имя «Железного Волка».
В 1993 году была учреждена ведомственная награда Почётный знак моторизованной пехотной бригады «Железный Волк».
1 апреля 1995 года из состава бригады было выделено 2 батальона — Каунасский и Клайпедский. Первый закреплен за командованием сухопутных войск, второй за военно-морскими силами.
26 января 1996 года бригада переименована в мотопехотную бригаду «Железный Волк».
27 октября 1999 года из состава бригады по приказу министра об создании второй бригады были выделены батальоны Великого князя литовского Кястутиса Таурагского и князя Вайдотаса Шяуляйского.
2001—2003 годах механизированный батальон имени Великого князя литовского Ольгерда участвовал в проекте LITBAT совместно с датским лейб-полком.
30 сентября 2003 года батальон имени Великого князя литовского Витяниса был выделен из состава бригады в командование логистики.
17 августа 2005 года батальон прямой логистической поддержки имени Великого князя литовского Витяниса в рамках проекта LITBRIG переведён в оперативное подчинение бригады.
31 января 2005 года артиллерийский батальон бригады закончил проект LITART целью которого было развитие боевого потенциала артиллерии используя средства управления и связи для эффективной эксплуатации гаубиц M101 переданных Данией.
В 2005 году механизированный батальон имени Великого князя литовского Ольгерда признан готовым полноценно выполнять задачи по требованиям НАТО.
в 2006 году боевая группа бригады подготовлена для ведения миссий НАТО заграницей.
31 августа 2006 года в городе Хадерслев подписан меморандум о включении бригады в состав датской армейской дивизии, предусматривающий ротацию офицеров в штабах и разноплановые совместные учения цель которых — абсолютная совместимость для выполнения задач НАТО.
29 июня 2007 года закончен общий проект LITPOLBAT совместно с Польшей.
5 января 2009 года батальон имени князя Вайдотаса включён в состав бригады.
7 марта 2012 года бригада переименована с моторизованной на механизированную, изменена её структура и названия подразделений.
1 января 2016 года состав бригады переформирован вернув два батальона (гусарский и уланский), при этом из состава бригады выделен батальон имени Великого князя литовского Кейстута в состав вновь сформированной пехотной бригады «Жемайтия».
С 2024 года бригада войдёт в состав сформированной литовской дивизии, получит собственный танковый батальон (переформировав гусарский батальон) с численностью около 54 единиц техники.

### Командиры
- Полковник Чесловас Езерскас (22 февраля 1991 — 27 января 1995)
- Полковник Витаутас Йонас Жукас (27 января 1995 — 21 августа 2001)
- Полковник Виталиюс Вайкшнорас[лит.] (21 августа 2001 — 1 октября 2003)
- Полковник Гедиминас Юргутис (1 октября 2003 — 19 мая 2005)
- Полковник Дарюс Ужкурайтис (19 мая 2005 — 27 июня 2008)
- Полковник Вилмантас Тамошайтис (27 июня 2008 — 29 июня 2011)
- Полковник Вальдемарас Рупшис (29 июня 2011 — 4 июля 2013)
- Полковник Раймундас Вайкшнорас (4 июля 2013 — 8 января 2016)
- Полковник Миндаугас Стяпонавичюс (8 января 2016 — 27 ноября 2019)
- Полковник Миндаугас Петкявичюс (27 ноября 2019 — 3 августа 2022)
- Полковник Аурелиюс Мотеюнас (3 августа 2022 — н. в.)

## Структура

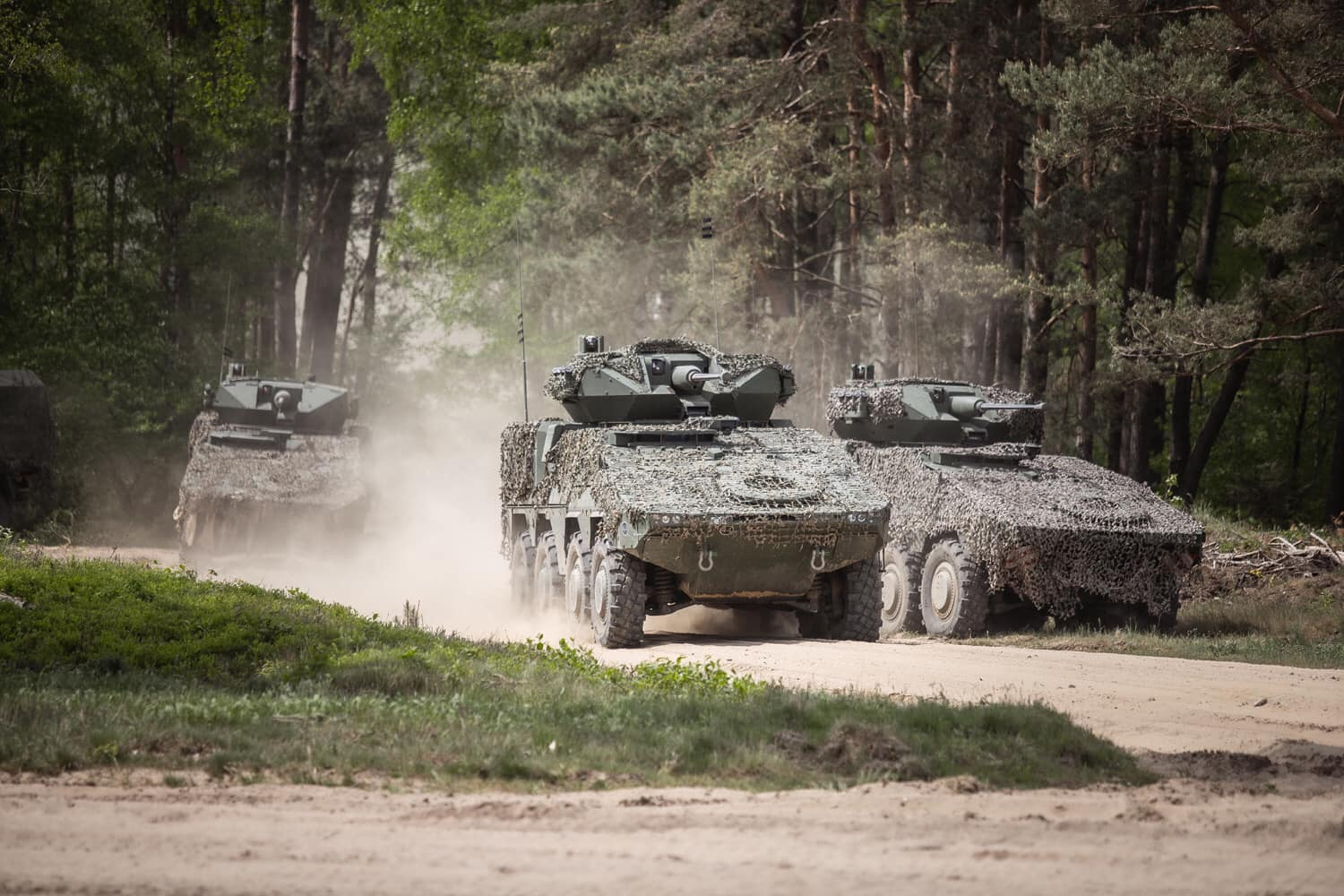
IFV Vilkas бригады на учениях.

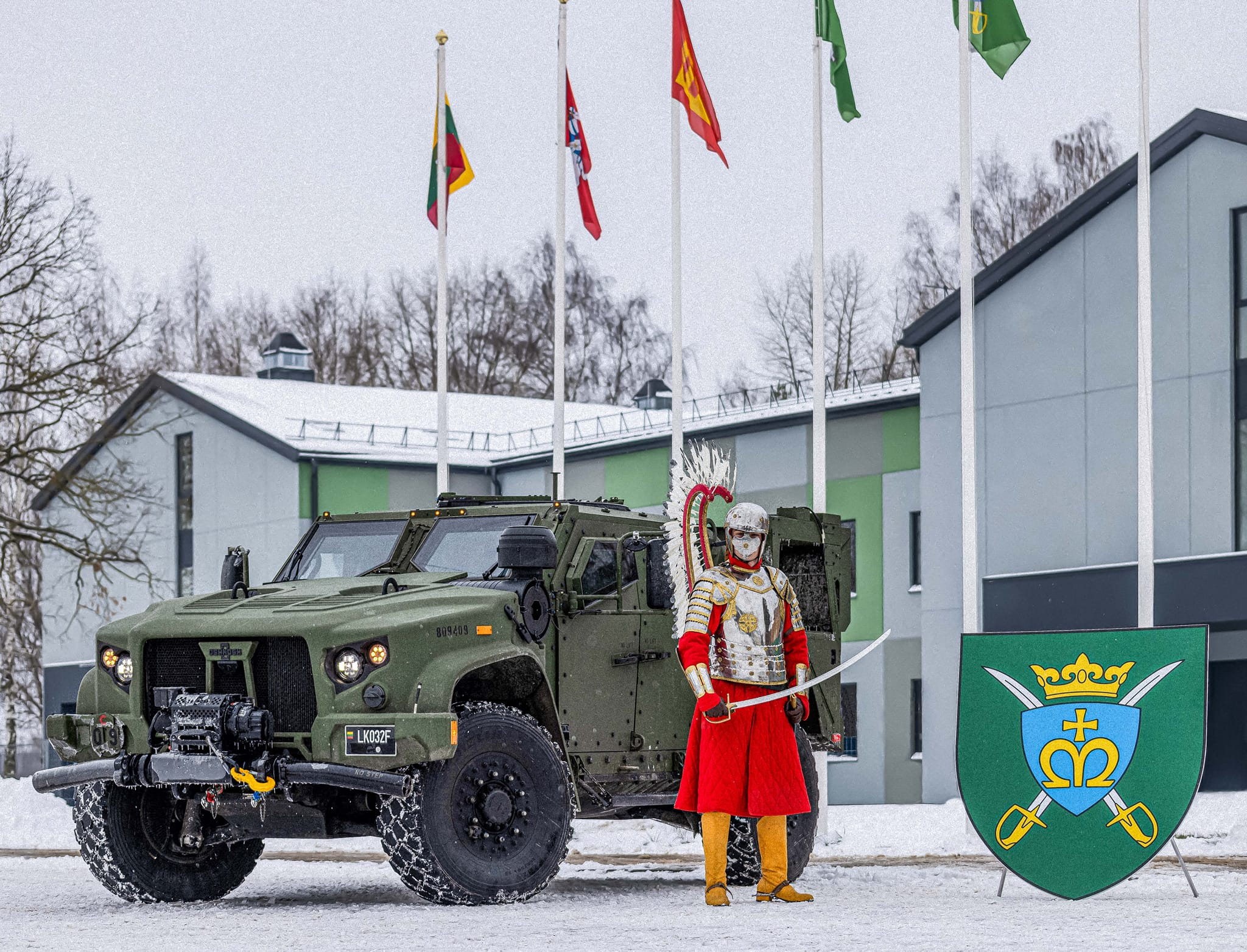
Гусар в латах на церемонии гусарского батальона.

|  |    | Подразделение                                          | ППД         | ВВТ                                  |
|  | -- | ------------------------------------------------------ | ----------- | ------------------------------------ |
|  |    | Штаб и рота поддержки                                  | Рукла       | M557 и JLTV                          |
|  | 15 | Танковый гусарский батальон «Король Миндаугас»         | Паневежис   | Leopard 2A8*на стадии перевооружения |
|  | 11 | Пехотный батальон «Великий князь Альгирдас»            | Рукла       | IFV Vilkas и JLTV                    |
|  | 12 | Уланский батальон «Великая княгиня Бируте»             | Алитус      | IFV Vilkas и JLTV                    |
|  | 14 | Пехотный батальон «Князь Ва́йдотас»                     | Рокантишкес | M113 и JLTV                          |
|  | 15 | Артиллерийский батальон «Генерал Ромуальдас Гедрайтис» | Рукла       | PzH 2000                             |
|  | 16 | Батальон логистики «Генерал-лейтенант Якубас Ясинскис» | Рукла       |                                      |
|  |    | Разведывательная рота                                  | Рукла       |                                      |
|  |    | Рота связи                                             | Рукла       |                                      |

## Военная символика

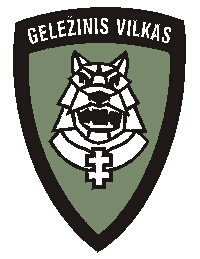
Нашивка старого образца (до 2012 года)

| Боевое знамя                                                         | Нарукавный знак                  | Берет                            |
| Пехотная бригада «Железный волк»                                     | Пехотная бригада «Железный волк» | Пехотная бригада «Железный волк» |
| -------------------------------------------------------------------- | -------------------------------- | -------------------------------- |
|                                                                      |                                  |                                  |
| Танковый батальон имени короля Миндаугаса                            |                                  |                                  |
|                                                                      |                                  |                                  |
| Механизированный батальон имени Великого князя Литовского Альгирдаса |                                  |                                  |
|                                                                      |                                  |                                  |
| Уланский батальон имени Великой княгини Бируте                       |                                  |                                  |
|                                                                      |                                  |                                  |
| Моторизованный батальон имени князя Ва́йдотаса                        |                                  |                                  |
|                                                                      |                                  |                                  |
| Артиллерийский батальон «Генерал Ромуальдас Гедрайтис»               |                                  |                                  |
|                                                                      |                                  |                                  |
| Батальон материального обеспечения                                   |                                  |                                  |
|                                                                      |                                  |                                  |